# Adam Koćmit
Adam Hieronim Koćmit  (ur. 30 września 1939 w Głowaczowie, zm. 4 listopada 2023 w Szczecinie) – polski profesor nauk rolniczych w zakresie agronomii, gleboznawstwa, nauczyciel akademicki

## Życiorys
Adam Koćmit ukończył studia na Wydziale Rolniczym Wyższej Szkoły  Rolniczej w Szczecinie w 1963 z dyplomem magistra inżyniera rolnictwa. Po studiach został zatrudniony jako pracownik techniczny w Zakładzie Ekologii macierzystej uczelni (1964–1966), a następnie jako redaktor map glebowych w Wojewódzkim Biurze Geodezji i Terenów Rolnych w Szczecinie (1966–1970). W 1970 został nauczycielem akademickim na stanowisku asystenta. W 1976 po obronie pracy doktorskiej Podstawowe cechy właściwości gleb opadowo-glejowych w powiązaniu z ich wartością rolniczą (promotor: prof. dr hab. Zygmunt Chudecki) otrzymał stopień naukowy doktora nauk rolniczych i awansował na stanowisko adiunkta w Katedrze Gleboznawstwa, na którym pracował do 1988, kiedy uzyskał stopień doktora habilitowanego nauk rolniczych. W latach 1989–1990 był docentem i kierownikiem Pracowni w Katedrze Gleboznawstwa, a w latach 1991–1996 profesorem  nadzwyczajnym AR w Szczecinie i kierownikiem Zakładu Erozji i Rekultywacji Gleb w Instytucie Inżynierii Rolniczej. W 1997 otrzymał tytuł profesora nauk rolniczych. W latach 1990–1993 pełnił funkcję prodziekana Wydziału Rolniczego, w latach 1996–2001  wicedyrektora Instytutu Inżynierii Rolniczej, a od 2004 do emerytury – kierownika Katedry Erozji i Rekultywacji Gleb. Ponadto był koordynatorem wydziałowym studiów doktoranckich (1993–2001) oraz kierownikiem dziennych międzywydziałowych studiów doktoranckich (2001–2002). Na emeryturze od 2009. 
Został pochowany 10 listopada 2023 na Cmentarzu Centralnym w Szczecinie (kw. 38C/13/4A). 

## Praca naukowo-dydaktyczna
Adam Koćmit zajmował się typologią i żyznością gleb użytkowanych rolniczo, erozją wodną gleb jako procesem przekształceń środowiska glebowego w warunkach użytkowania rolniczego oraz przekształceniami pokrywy glebowej w  zlewniach i ich odwzorowaniem na mapach glebowych. Badał gleby w siedliskach leśnych jako wzorce do porównań z glebami przekształconymi antropogenicznie, a także procesem degradacji gleb użytkowanych rolniczo oraz rekultywację gleb zdegradowanych lub zdewastowanych. Opublikował 133 prace naukowe. Wypromował 5 doktorów nauk rolniczych.

## Wybrane publikacje
- Wpływ przyrodniczo-agrotechnicznych czynników na rozwój erozji wodnej w obrębie gleb uprawnych Pomorza Zachodniego. Wydaw. AR Szczecin 1988, 147 ss.
- Gleboznawstwo z elementami geologii: skrypt dla studentów studiów zaocznych. Wydaw. AR Szczecin, 1994, 260 ss.
- Gleboznawstwo z elementami geologii. Wydaw. AR Szczecin 1997, wyd. 4, 207 ss. ISBN  8386521147 (wsp. Edward Niedźwiecki, Zdzisław Zabłocki)[9]
- Chemical properties and biological activity of eroded soils under fallow in the end-moraine zone of West Pomerania (the Węgorzyno Commune). „Acta Agroph.” 2000, 35, s.99-107 (wsp. T. Tomaszewicz)[10]
- Zawartość Cu i Zn w warstwie 0–8 cm gleb leśnych pod drzewostanem bukowym na Pomorzu Zachodnim. „Zesz. Probl. Post. Nauk Roln.” 2001, 476, s.155-163 (wsp. B. Raczkowski)[11]
- Application of GPS-GIS technology for water erosion assessment on large areas. „Acta Agroph.” 2005, 5, 2, s.393-400 (wsp. M. Podlasiński, A. Bujak)[12]

## Nagrody i odznaczenia[1][7]
- Nagroda naukowa II° zespołowa Ministra Szkolnictwa Nauki i Techniki (1978)
- Nagroda Ministra III° (1989)
- Złota Odznaka „Gryf Pomorski” (1978)
- Srebrny Krzyż  Zasługi (1986)
- Medal Komisji Edukacji Narodowej (1990)
- medal „Zasłużony dla Akademii Rolniczej w Szczecinie”
- Złoty Krzyż Zasługi (1998)[13]
- Krzyż Kawalerski Orderu Odrodzenia Polski (2002)